# Flowerstreet Records
Flowerstreet Records (LC 18893) ist ein Münchener Independent-Label. Es wurde im Oktober 2008 von Gregor „Amadeus“ Böhm und Hanna Kolb gegründet.

## Geschichte
Der Name des Labels mit dem Slogan „jung, engagiert und talentiert!“ geht zurück auf den früheren Wohnort Böhms, die Münchener Blumenstraße. Entstanden ist das Label, als Böhm sein zweites Soloalbum Love and Other Mistakes veröffentlichte. Böhms Ziel war es von Beginn an, als Schnittstelle zwischen Marketing und Bandbetreuung für die Bands des Labels zu fungieren. Die erste Band des Labels verkaufte die erste Auflage ihres Albums sofort, wodurch Geld für eine neue Produktion vorhanden war. Der folgende Interpret verkaufte seine Auflage dann viermal aus und nach zwei Jahren konnten die Betreiber von den Einnahmen leben.
Flowerstreet Records fördert eigene Neuentdeckungen der jungen Musikszene in München und Umgebung und übernimmt für die betreuten Interpreten auch typische Agenturaufgaben. So wird seit 2009 jährlich auch das „Flowerstreet Festival“ im Feierwerk München veranstaltet. Im ersten Jahr wurde die Veranstaltung im kleinen Rahmen mit sieben Bands ausgetragen, ein Jahr darauf traten bereits 33 Bands auf. Seit 2011 übernimmt Flowerstreet Records auch Labelmanagement, Öffentlichkeitsarbeit sowie Eventplanung und -durchführung verschiedenster Veranstaltungen. Hinzu kommt die Unterstützung bei Aufnahmen und Proben. Das gesamte Team besteht selbst aus Musikern.
Trotz eines Bewerberaufkommens von rund 40 Interpreten pro Woche wurde wegen des hohen Betreuungsaufkommens schon 2010 ein Aufnahmestopp für Label-Neubewerber verhängt. Böhm gründete für Interpreten mit weniger Betreuungsbedarf das Schwesterlabel In Bloom Records.
Michael Schuh von laut.de schrieb Anfang 2010 anlässlich der Veröffentlichung des Lucky-Fish-Debütalbums Away from the Cliffs über das Label: „Doch das kleine Label Flowerstreet Records ist kein Freund marktschreierischen Marketings. Dort weiß man genau, welchen Fisch man hier an der Angel hat. Die Schlauen werden auch so anbeißen, scheint die Devise. Und sich dann hoffnungslos im Netz verfangen.“ Die tz bezeichnete das Label im Dezember 2013 als „Markenzeichen für Münchens Independent-Szene“ und zeichnete Böhm und das Flowerstreet-Projekt mit dem tz-Rosenstrauß des Jahres in der Kategorie „Pop“ aus.

## Künstler
- Amadeus (Böhm selbst)
- Exclusive (2012–2014, davor als The Exclusive beim Schwesterlabel In Bloom Records, seit 2015 bei Columbia)
- Elektrik Kezy Mezy
- Lucky Fish (aufgelöst)
- Mola
- Nick Yume
- Pardon Ms. Arden (bis 2011, dann eigenes Label PMA Recordings)
- Swallow Tailed
- Tuó (2014 aufgelöst)
- Sarah Sophie (seit 2015, davor beim Schwesterlabel In Bloom Records)